# BEACOPP
BEACOPP is een combinatiechemotherapie die wordt gebruikt bij de eerstelijnsbehandeling (en soms tweedelijnsbehandeling) van de ziekte van Hodgkin. De naam is een afkorting van de geneesmiddelen (cytostatica) die onderdeel zijn van het therapieschema.
Het schema is ontwikkeld door de German Hodgkin Study Group en is in Duitsland de vervanger van MOPP en het oudere COPP-schema. In Nederland en België wordt voornamelijk ABVD toegepast als eerstelijnsbehandeling, BEACOPP wordt in deze landen alleen bij uitzondering toegepast (soms in combinatie met ABVD).
BEACOPP-escalated is de zwaardere variant van het schema. De dosis van enkele geneesmiddelen is hierbij hoger.
| Geneesmiddel          | BEACOPP-baseline     | BEACOPP-escalated    | Toepassing  | Toediening |
| --------------------- | -------------------- | -------------------- | ----------- | ---------- |
| Bleomycine            | 10 mg/m²             | 10 mg/m²             | intraveneus | Dag 8      |
| Etoposide             | 100 mg/m²            | 200 mg/m²            | intraveneus | Dag 1–3    |
| Adriamycine           | 25 mg/m²             | 35 mg/m²             | intraveneus | Dag 1      |
| Cyclofosfamide        | 650 mg/m²            | 1250 mg/m²           | intraveneus | Dag 1      |
| Oncovin (Vincristine) | 1.4 mg/m² (max 2 mg) | 1.4 mg/m² (max 2 mg) | intraveneus | Dag 8      |
| Procarbazine          | 100 mg/m²            | 100 mg/m²            | oraal       | Dag 1–7    |
| Prednison             | 40 mg/m²             | 40 mg/m²             | oraal       | Dag 1–14   |

BEACOPP wordt toegediend in cycli van 21 dagen. Het schema wordt op dag 22 herhaald. Voorafgaand aan iedere cyclus controleert de arts het bloedbeeld van de patiënt.
Tijdens de behandeling loopt de patiënt een hogere kans op infecties en acute bijwerkingen van de cytostatica dan bijvoorbeeld bij ABVD het geval is.

## Bijwerkingen
- Neuropathie, kan zodanig ernstig zijn dat het gebruik van Vincristine moet worden gestaakt
- Verminderde vruchtbaarheid
- Haaruitval, slechts van tijdelijke aard
- Neutropenie
- Euforie en stemmingswisselingen bij prednison
- Obstipatie, kan worden ondervangen door het gebruik van laxeermiddelen